# Antipersonalismo entrerriano
El antipersonalismo entrerriano fue una corriente de la Unión Cívica Radical de Entre Ríos surgida en el año 1924 en el marco de la división interna del radicalismo nacional entre yrigoyenistas, partidarios del liderazgo de Hipólito Yrigoyen, y antipersonalistas, críticos del liderazgo de Yrigoyen, al que consideraban "personalista". La corriente antipersonalista entrerriana, gobernó la provincia entre 1924 y 1935.
En 1914 el radical Miguel Laurencena fue elegido gobernador de la Provincia de Entre Ríos secundado por Luis L. Etchevehere como vicegobernador, inaugurando una serie de gobiernos provinciales de la Unión Cívica Radical que se prolongarían hasta el golpe militar de 1943.
Luego de concluido su gobierno, Miguel Laurencena adoptó una posición crítica a Hipólito Yrigoyen, tanto que en 1922, casi en solitario fue candidato a presidente por la efímera Unión Cívica Radical Principista que lo llevó como candidato en las elecciones presidenciales de 1922, donde triunfó en tres provinciasd: Mendoza, San Juan y Tucumán.
En 1924 se divide la UCR de Entre Ríos, quedando el gobernador Ramón Mihura en la Unión Cívica Radical de Entre Ríos, o sector impersonalista, y el vicegobernador Enrique Pérez Colman en la UCR Comité Nacional, solidaria con el expresidente Yrigoyen. 
En 1926 la UCR de Entre Ríos gana las elecciones llevando como candidato a gobernador a Eduardo Laurencena, en fórmula completada por José María Garayalde, frente a la del radicalismo yrigoyenista, que llevaba como candidato a gobernador a Francisco Beiró y volvería a ganar las elecciones gubernativas en 1930, llevando la fórmula Herminio Quirós - Cándido Uranga, frente a la candidatura del yrigoyenista Enrique Fermín Mihura.
Derrocado Yrigoyen en 1930 Entre Ríos no fue intervenida, y ante el fallecimiento del vicegobernador Uranga, primero y luego del gobernador Quirós, la UCR de Entre Ríos triunfa nuevamente llevando al exsenador Luis L. Etchevehere a la gobernación, secundado por José María Texier, absteniendose los yrigoyenistas entrerrianos en solidaridad con el candidato presidencial radical, Marcelo T. de Alvear, impedido de presentarse.
Por su parte, luego de haberse retirado de los organismos nacionales del antipersonalismo, la UCR de Entre Ríos reunió su Convención Provincial los días 22 y 23 de septiembre de 1931, (la misma en la cual se eligiera candidato a gobernador a Luis Etchetevehere) y resolvió, por una parte, rechazar todo entendimiento con el "radicalismo personalista" (es decir, el que presidía Alvear) y al mismo tiempo declarar "que es inadmisible la actitud del Señor General Agustín P. Justo candidato a presidente del Partido, aceptando por sí y ante sí su inclusión en una fórmula integrada por un miembro de otro partido, lo que importa quebrantar la solidaridad de la fórmula partidaria" por lo cual "esto obliga a la Unión Cívica Radical de Entre Ríos a recuperar su libertad de acción" y concurrir a la elección presidencial con lista de electores cuyo mandato será resuelto por una convención provincial posterior". 
Estos electores, cuya lista triunfó en la provincia de Entre Ríos, sostuvieron la fórmula encabezada por Francisco Barroetaveña y José Nicolás Matienzo 
Tras el levantamiento de la abstención electoral por parte de la Unión Cívica Radical, el radicalismo entrerriano dividido en 1924 se reunifica en 1935, con la fusión de la UCR de Entre Ríos (impersonalista) y la UCR "yrigoyenista" de Entre Ríos, que respondía al Comité Nacional presidido por Alvear. Al efecto el 21 de febrero de 1935 se eligió la fórmula de unidad integrada por Eduardo Tibiletti (antipersonalista) y Roberto Lanús (yrigoyenista).  
El radicalismo, reunificado ganaría las elecciones gubernativas de 1939 y 1943. En este último caso los candidatos electos no podrían asumir por el golpe de Estado del 4 de junio de 1943.